# Bryantown
Bryantown è un unincorporated area degli Stati Uniti d'America, nello stato del Maryland, nella Contea di Charles. Al censimento del 2010 contava 655 abitanti.
A Bryantown il medico Samuel Mudd ospitò e curò il ferito John Wilkes Booth, fuggitivo dopo l'assassinio del presidente Abraham Lincoln. Mudd, condannato come complice nel complotto che aveva condotto all'omicidio di Lincoln, è sepolto presso la locale chiesa cattolica di St. Mary.